# The Heart of Nora Flynn
The Heart of Nora Flynn è un film muto del 1916 prodotto, diretto e montato da Cecil B. DeMille. Prodotto dalla Jesse L. Lasky Feature Play Company e distribuito dalla Paramount, aveva come interpreti Marie Doro, Elliott Dexter, Ernest Joy, Lola May, Charles West.

## Trama
Dopo avere sentito che la moglie si trova con l'amante, Brantley Stone si fa portare di corsa a casa dal suo autista per sorprendere i due insieme. La donna, vedendolo arrivare, chiede aiuto alla cameriera, Nora Flynn, che dichiara a Stone che l'uomo in casa è venuto lì per lei. Stone, sollevato, crede a quella spiegazione e si sente rasserenato. Al contrario, Nolan, l'autista, si infuria perché è innamorato di Nora e, sentendosi tradito, spara e ferisce Jack Murray, il supposto rivale. Nora, per salvare la signora Stone, continua a mantenere il segreto ma, alla fine, non ce la fa più e racconta a Nolan la verità. I due innamorati si riconciliano, ma vengono mandati entrambi via da Stone, che disapprova il loro comportamento. Nora, comunque, è contenta di non avere ceduto e di avere aiutato la signora Stone, salvando la serenità di quella famiglia.

## Produzione
Il film fu prodotto dalla Jesse L. Lasky Feature Play Company.

## Distribuzione
Il copyright del film, richiesto dalla Jesse L. Lasky Feature Play Co., fu registrato il 23 agosto 1916 con il numero LP8066.
Distribuito dalla Paramount Pictures, il film uscì nelle sale statunitensi il 23 aprile 1916.
Copia completa della pellicola si trova conservata negli archivi del George Eastman House a Rochester.